# Julius Schramm (Metallbildhauer)

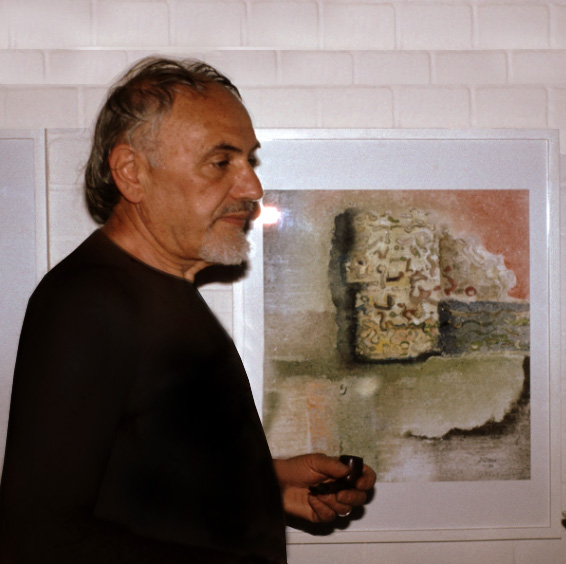
Julius Schramm

Julius Schramm (* 22. Mai 1922 in Großbetschkerek, Königreich der Serben, Kroaten und Slowenen; † 24. Mai 1991 in Ebersbach/Fils) war ein deutscher Metallbildhauer und Goldschmied. Julius Schramm war ein Vertreter der zeitgenössischen modernen Kunst in Deutschland. Sein Werk zeichnet sich durch eine Vielzahl von Arbeiten in den Bereichen kirchliche Kunst, Metallplastik, Email, Grafik und Kunst im öffentlichen Raum aus. 1968 erschien das Buch Julius Schramm – Metallgestalt, das sich ausführlich mit seiner Kunst beschäftigt.

## Leben
Julius Schramm wurde 1922 in Großbetschkerek im nach dem Zerfall der Österreichisch-Ungarischen Monarchie 1918 entstandenen Königreich der Serben, Kroaten und Slowenen als zweiter Sohn von drei Geschwistern geboren. Er entstammte einer österreichischen Offiziersfamilie und besuchte die Schule in Novi Sad. Im Zweiten Weltkrieg wurde er nach fliegerischer Ausbildung als Berufsoffizier der Luftwaffe in Italien und Ostpreußen eingesetzt. Trotz schwerer Verwundung gelang es ihm, in den amerikanischen Sektor nach Rehau zu flüchteten. Da das angestrebte Studium der Forstwirtschaft direkt nach dem Krieg für ihn nicht realisierbar war, begann er dort eine Lehre im Goldschmiedehandwerk. Nach der Gesellenprüfung kam er im Zuge der Familienzusammenführung nach Stuttgart, wo er an der Staatlichen Akademie der Bildenden Künste ein Kunststudium absolvierte (u. a. „Metallformgebung und Email“ bei Hans Warnecke und „Grundlagenstudium und Malerei“ bei Willi Baumeister). Insbesondere Baumeister wirkte prägend auf seine gesamte künstlerische Entwicklung. Neben dem Hochschulabschluss legte Schramm 1952 auch seine Meisterprüfung im Goldschmiedehandwerk ab. Ab 1952 lehrte er als Dozent für Metallgestaltung an der Pädagogischen Hochschule Esslingen, von 1970 bis 1978 am Pädagogischen Fachseminar Stuttgart und der Fachhochschule für Edelmetallgewerbe Schwäbisch Gmünd sowie von 1978 bis 1986 am Beruflichen Schulzentrum Göppingen. Daneben war er bis zu seinem Tode 1991 als freischaffender Künstler tätig, zunächst in Stuttgart, ab 1969 in seinem neuen Wohnsitz Ebersbach/Fils. 1963 wurde sein Werk mit dem Kulturpreis für Donauschwäbische Künstler des Landes Baden-Württemberg ausgezeichnet, 1964 erhielt er den Kulturpreis der Stadt Ulm.

## Werk (Auszug)
Bei Julius Schramm verbanden sich tiefe Religiosität mit höchster gestalterischer Kraft. Die Bewältigung der traumatischen Erlebnisse des Krieges, die Erfahrung einer schweren Verwundung, bei der ihn die Ärzte bereits aufgegeben hatten, und die stete Beschäftigung mit philosophischen Fragestellungen wirkten als Stimulus auf sein umfangreiches künstlerisches Schaffen. Besonderen Einfluss auf seine künstlerische Entwicklung hatte Willi Baumeister: Die Elemente Punkt, Linie, Fläche, Form, Farbe und Bewegung waren Grundlage bei der intensiven Auseinandersetzung mit den gestalterischen Mitteln. Handwerkliches Können und künstlerisches Wollen treffen in den Arbeiten Schramms zusammen und bilden eine Einheit: Obwohl sich Schramm immer auch weltlichen Themen zugewandt hat, nehmen die Arbeiten aus dem sakralen Raum eine zentrale Stellung in seinem Schaffen ein.

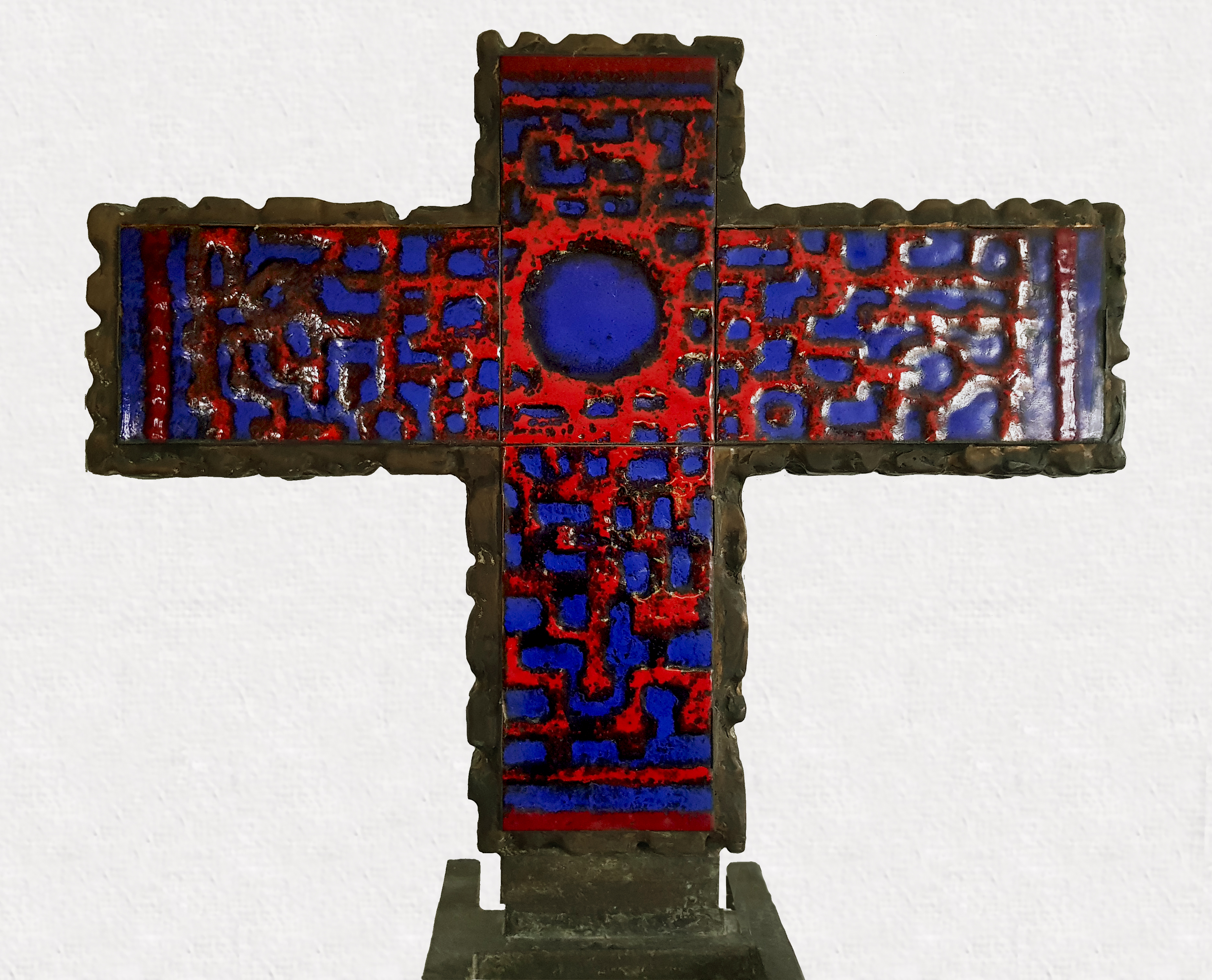
Altarkreuz 1980, Bronze mit Email

Schramm arbeitete mit den verschiedensten Materialien wie z. B. Bronze, Kupfer, Gold und Silber, diversen anderen Metallen sowie Email und setzte seine gestalterischen Ideen stets mittels eigener handwerklicher Fähigkeiten um. Dazu kommt ein umfangreiches grafisches Werk: Feder-, Bleistift- und Tuschzeichnungen, Aquarelle, Radierungen und Frottagen. Auf dem Gebiet der Metallformgebung umspannt sein Werk die Bereiche liturgisches Gerät, Schmuck, Plastik, Emails und kinetische Objekte. Man sieht in moderner Formensprache ausgeführte Großformen wie Kruzifixe, Tabernakel, Leuchter, sakrale Plastiken, dekorativ strukturierte Wandgestaltungselemente in Email, aber auch in Edelmetall ausgeführte Schmuckstücke: Ringe, Broschen, Armschmuck oder Goldschmiedeplastiken.
Schramms Welt- und Kunstverständnis war geformt von der leidenschaftlichen Hinwendung zum Absoluten und einer mystischen Liebe zum Stoff. Wie jedes angestrengte Suchen, das von Willen, Intellekt, Methode und Intuition angestellt wird, zu Entdeckungen führt und diese wiederum neue herbeiführen, eröffnete sich ihm die Kunst als eine stete Neuschöpfung. Sie war das Medium seiner geistigen Auseinandersetzung mit der Welt, der er sich mit totalem Engagement widmete.
Bei aller Bedeutung des intuitiven Einfalls – für Schramm Gnade – war für ihn genaue objektive Kenntnis auf dem Gebiet von Form, Farbe oder Kompositionsgrammatik unerlässliche Voraussetzung für aussagekräftiges künstlerisches Schaffen. Formgebung erachtete er als eine besondere visuelle Umgangssprache zur Ermittlung der unbewussten Empfindungen und zum Verständnis des Kunstwerks. Für ihn hatte das Kunstwerk stets seinen Sinn in sich selbst, aus dem heraus es ausschließlich begriffen wird. Dabei wird die praktische Leistung, d. h. die handwerkliche Kunstfertigkeit, erst auf ihre Zweckbestimmung hin verstanden. Hier war für ihn der Satz Heideggers bestimmend, indem „das Sein im Seienden in das Ständige seines Scheines kommt, und sich im Werden eines Kunstwerkes das Geschehen der Wahrheit vollzieht“.

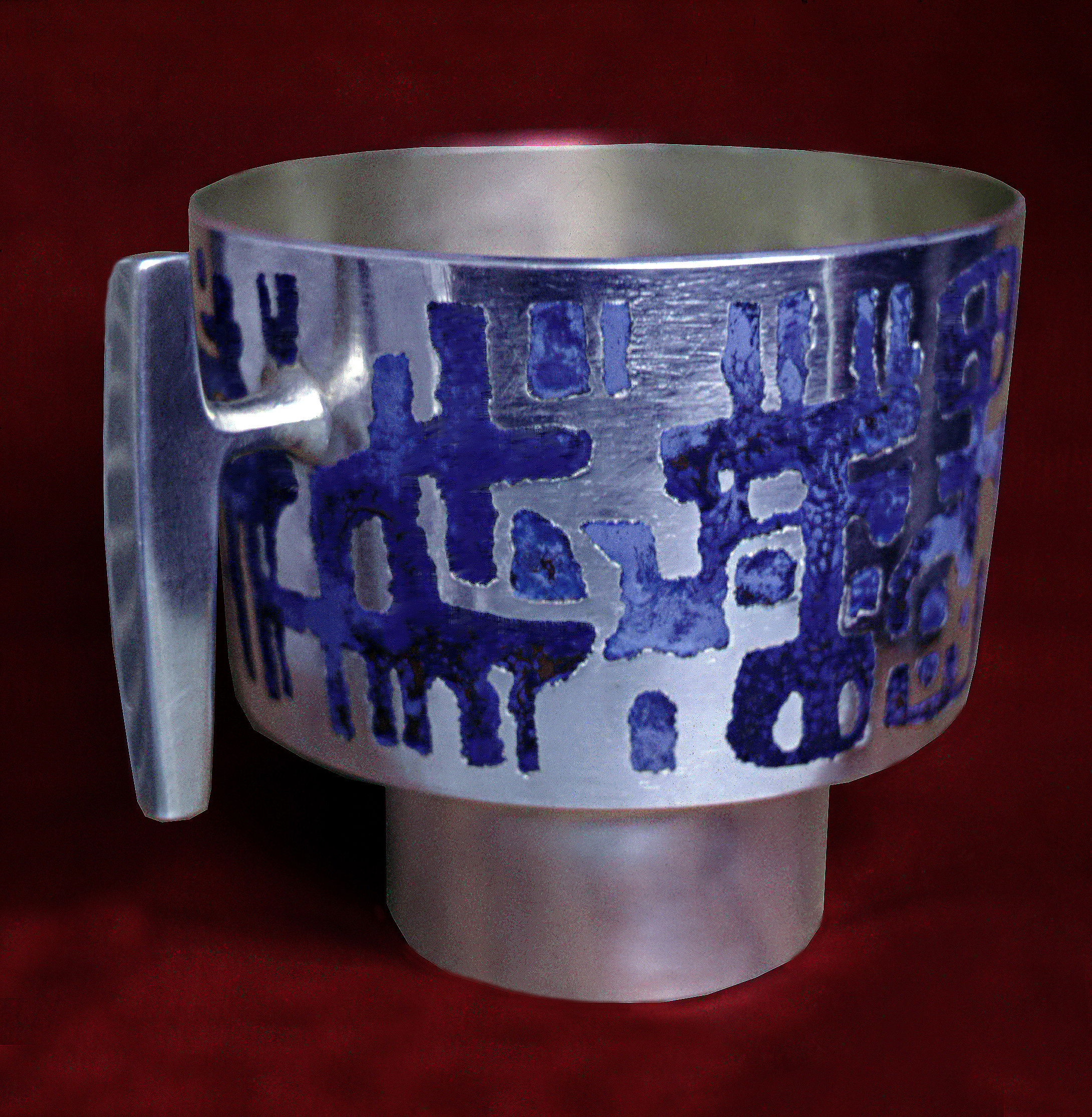
Konzelebrationskelch 1966, Kloster Maria Laach, Silber mit Email

Gleichzeitig stand für ihn dieser existenziellen Aussage der Wahrheit aus dem Kunstwerk die Schönheitsaussage der Wahrheit des Thomas von Aquin zur Seite, die besagt: „Die Schönheit ist der Glanz der Wahrheit“. Schramm war überzeugt, dass für den gläubigen Menschen der Schöpfergott der Urkünstler sei, der in der Kunst die Formwendung des Geistes bewirkt.
Schramm sagte einmal: „Wenn der begabte Künstler hinein in den Pulsschlag der Schöpfung horcht, dann ist sein Werk in der Lage, den Grund des Daseins spürbar zu machen und die Geheimnisse der Schöpfung und des Schöpfers zu erschließen“. Für diese Überzeugung zitierte er gerne Paul Klee, der von sich gesagt hatte: „Diesseits bin ich gar nicht fassbar, denn ich wohne grad so gut bei den Toten wie bei den Ungeborenen. Etwas näher dem Herzen der Schöpfung als üblich und noch lange nicht nahe genug.“ Für Schramm dient solche Kunst nach seinen eigenen Worten nicht nur dem Schönen und Wahren, sondern letztlich dem Heiligen. Sein Festvortrag anlässlich einer Preisverleihung schloss mit den Worten: „Wenn sie ihm [dem Heiligen] dient, findet sie ihre höchste Erfüllung. Der gläubige Künstler will Zeugnis ablegen von dem, was er selber innerlich erlebt und glaubt. Er weiß sich in den Raum der Schöpfung und Erlösung hineingestellt, lebt in ihm und will das Erlebte dem Schöpfer und Erlöser dankbar zurückgeben. So wird der Künstler zum Künder des Heiligen.“

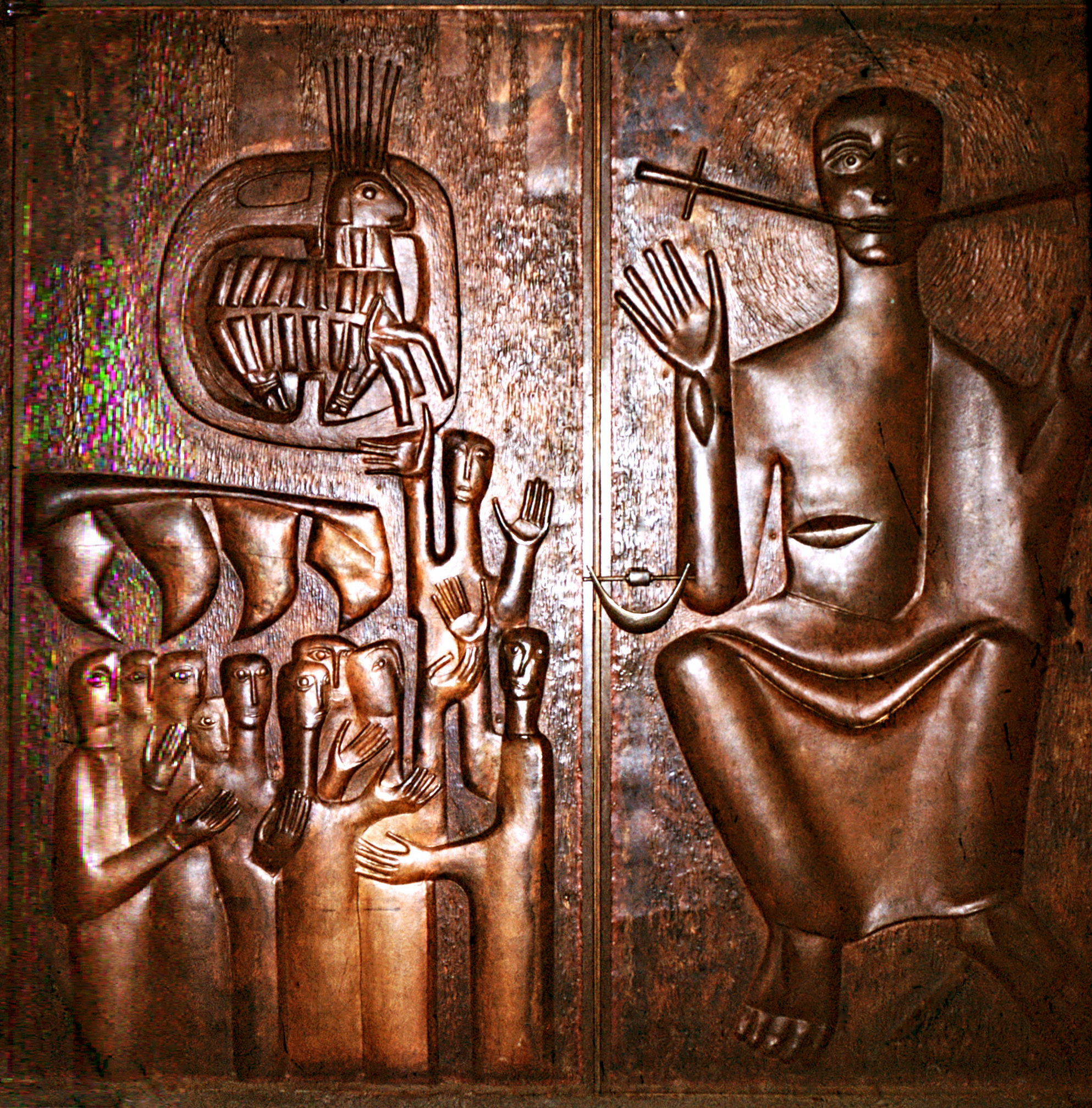
Julius Schramm, Portal St. Rupertus, Stuttgart

### Kirchliche Kunst (Auszug)

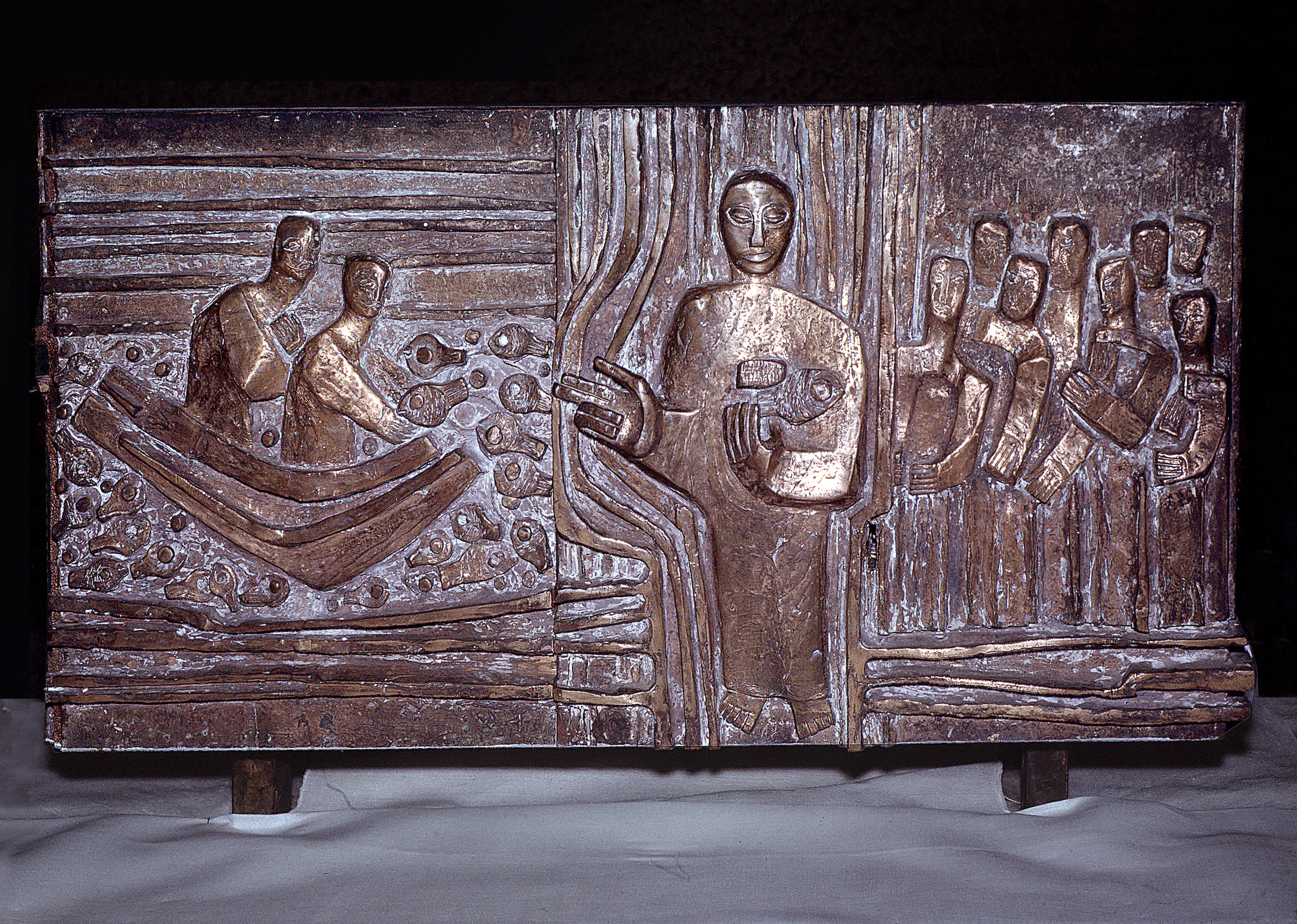
Julius Schramm, Tabernakel St. Rupertus, Stuttgart

- 1956: Tabernakel, Leuchter, Altarkreuz, Monstranz – St. Salvator, Stuttgart Weilimdorf
- 1957: Weihrauchfass, Messkelch – Kloster Kellenried
- 1957: Tabernakel, Leuchter, Kelche – Herz-Jesu-Kirche, Rommelshausen
- 1959: Osterleuchter, Wetterkreuz, Messkelch – St. Josef, Esslingen-Wäldenbronn
- 1959: Hängekreuz, Bronze mit Email 180 × 200 cm – Ev. Lutherstift, Delmenhorst,
- 1960: Vortragskreuz und Messkelch – St. Barbara, Stuttgart-Hofen
- 1961: Altarkreuz, Tabernakel, Altarleuchter, Ciborium – St. Martinus, Kornwestheim
- 1961: Madonna, Marienleuchter, Ciborium – Spitalkirche Markgröningen
- 1963: Portal, Tabernakel, Hängekreuz, Leuchter, Kelche – St. Rupertus, Stuttgart
- 1963: Bischofsring und Brustkreuz – Weihbischof Sedlmayer, Rottenburg
- 1964: Hängekreuz, Tabernakel, Leuchter; Kelche – Kapelle Studentenheim Willi Graf, München
- 1964: Hängekreuz, Osterleuchter, Taube; Absperrgitter – St. Peter und Paul, Gutach
- 1964: Madonna – Heilig-Geist-Kirche, Altensteig
- 1965: Hängekreuz, Leuchter, Ciborium – Kath. Kirche Maria Königin, Aisteig
- 1965: Tabernakel, Leuchter, Taufbecken – St. Johannes M. Vianney, Stuttgart
- 1965: Tabernakel, Altarkreuz, Leuchter, Kelche, Ciborium – St. Michael, Grunbach
- 1966: Tabernakel, Altarkreuz, Leuchter – St. Elisabeth, Singen
- 1966: Tabernakel, Altarkreuz, Leuchter, Ciborium – Hl. Geist-Kirche Hegnach b. Waiblingen
- 1966: Bischofsring – Bischof Pichler, Banja Luka
- 1966: Brustschließe für einen Chormantel – Kardinal Jäger, Paderborn
- 1967: Osterleuchter, Madonna, Kustodia, Kelche, Ciborium – St. Nikolaus v. Flüe, Frickenhausen
- 1968: Osterleuchter, Altarkreuz, Leuchter – Heilig-Geist-Kirche, Großbettlingen
- 1969: Antependium, Leuchter – Heilig-Kreuz-Kirche, Grötzingen
- 1970: Tabernakel, Hängekreuz, Ambo, Ciborium, Messkelch, Osterleuchter, Madonna – St. Michael, Affalterbach (BW)
- 1971: Madonna, Leuchter, Bildwerke – Wernau (Neckar)

### Profane Plastik
- ca. 50 Plastiken aus Metall: Bronze, Kupfer patiniert, Messing getrieben, u. a.

### Emailarbeiten

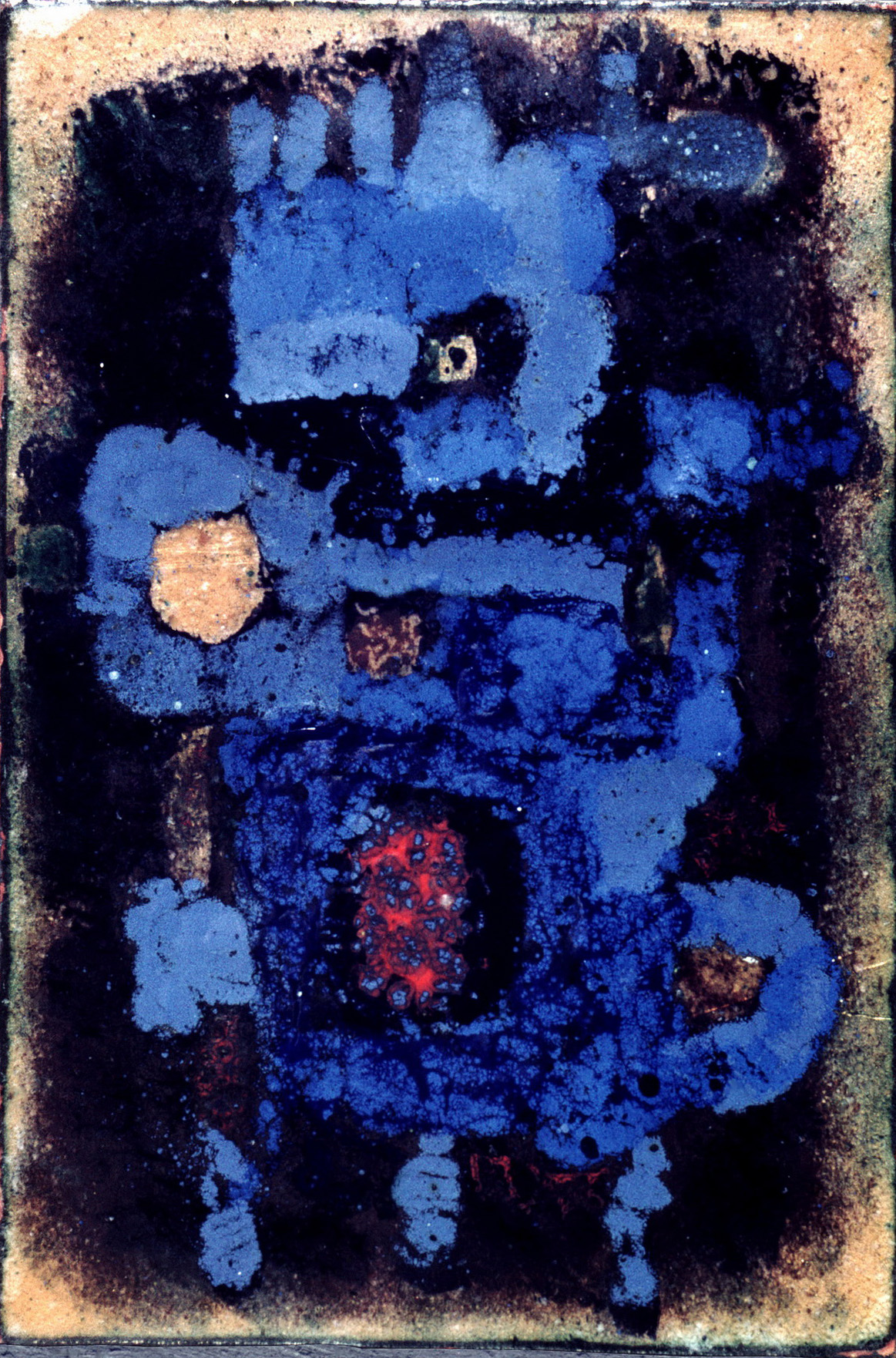
„Fantasmata“, Emailbild 1957, 13,5 × 21,5 cm

- ca. 140 Emailbilder, plan oder reliefartig

### Schmuck und Goldschmiedeplastik
- Schmuck unterschiedlichster Arten: Ringe, Broschen, Arm- und Halsschmuck, Goldschmiedeplastiken

### Grafiken
- ca. 20 Federzeichnungen
- ca. 40 Tuschzeichnungen
- ca. 30 Bleistiftzeichnungen
- ca. 50 Kohlestiftzeichnungen

### Aquarelle
- ca. 70 Aquarelle

### Radierungen und Frottagen
- ca. 80 Radierungen und Frottagen

### Kunst am Bau
- 1967: Wandgestaltung mit Emailbildern (80 × 80 cm) für einen Neubau der Firma Kodak, Stuttgart-Wangen

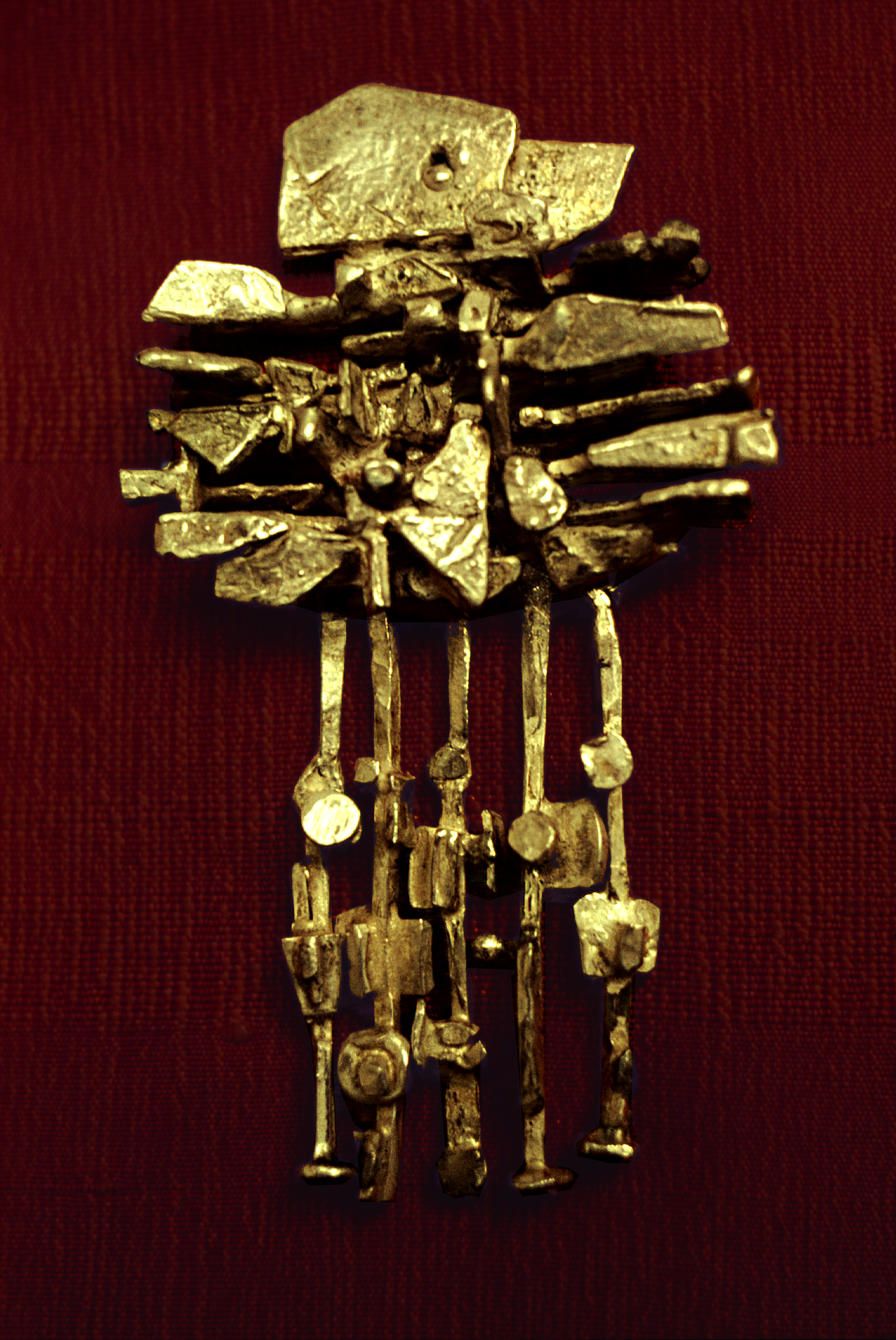
„Strahlenhaftes“, Brosche 1966, Silber-Bronze

### Kunst im öffentlichen Raum
- 1965: Vegetative Brunnenplastik, Schulzentrum Dettingen/Iller

### Ausstellungen (Auszug)
- 1954: Stuttgart Killesberg, Landesausstellung
- 1955: Augsburg, Passau, Esslingen, Ausstellung Ostdeutscher Künstler
- 1956: Bamberg, Ausstellung Ostdeutscher Künstler
- 1957: Ludwigsburg, Esslingen, Hannover, Berlin, Ausstellung Ostdeutscher Künstler
- 1958: München, Ausstellung Ostdeutscher Künstler
- 1960: Hanau, Europäisches Email
- 1960: München, Kunst im Dienst der Liturgie „Eucharistia“
- 1962: Pforzheim, Reuchlinhaus Einzelausstellung
- 1963: Salzburg, Kunst der Zeit
- 1964: Ulm, Kornhaus, Einzelausstellung
- 1965: München, Kunstverein Flucht und Grenze nach 1945
- 1965: Hameln, Heimatmuseum, Email-Ausstellung
- 1966: Hamburg, Kiel, Köln, München, Berlin, Wanderausstellung „Goldschmiedekunst 1966“
- 1967: Pforzheim, Internationale Ausstellung „Schmucktendenzen“Tuschzeichnung koloriert, 1983, 23,5 × 16 cm

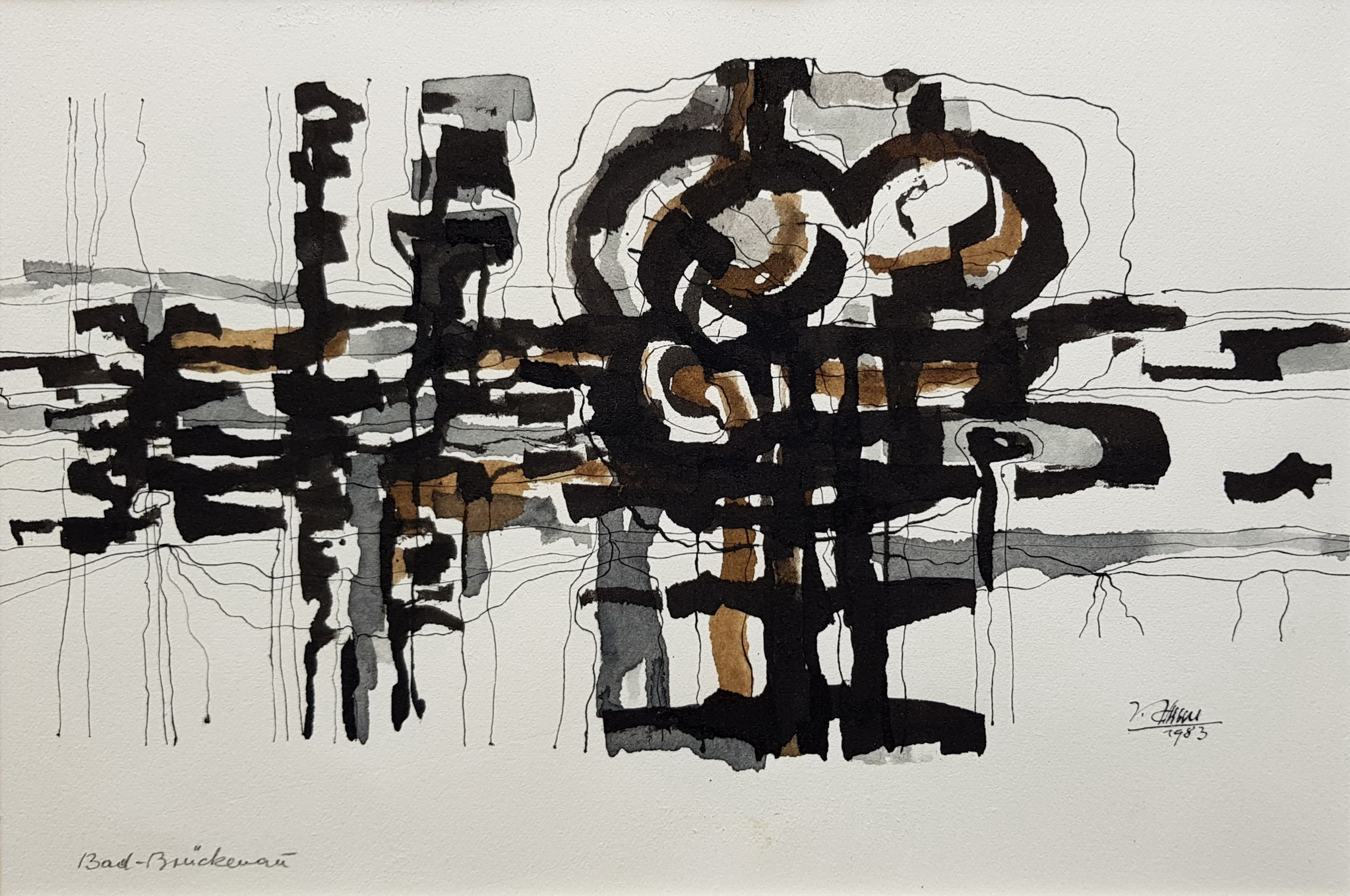
Tuschzeichnung koloriert, 1983, 23,5 × 16 cm

- 1967: Barcelona, Erste Internationale Biennale Christlicher Kunst
- 1972: Sindelfingen, Einzelausstellung
- 1973: Waiblingen, Einzelausstellung
- 1974: Ebersbach a.d. Fils, Einzelausstellung
- 1976: Erftstadt, Galerie am Hahnacker, Einzelausstellung
- 1977: Stuttgart, Haus der Heimat, Einzelausstellung
- 1977–85: Kreis Göppingen, Einzelausstellungen im Rahmen „Kulturkreis Ebersbach“
- 1991: München, Industrie- und Handelskammer, Ausstellung „Süddeutsches Kulturwerk“

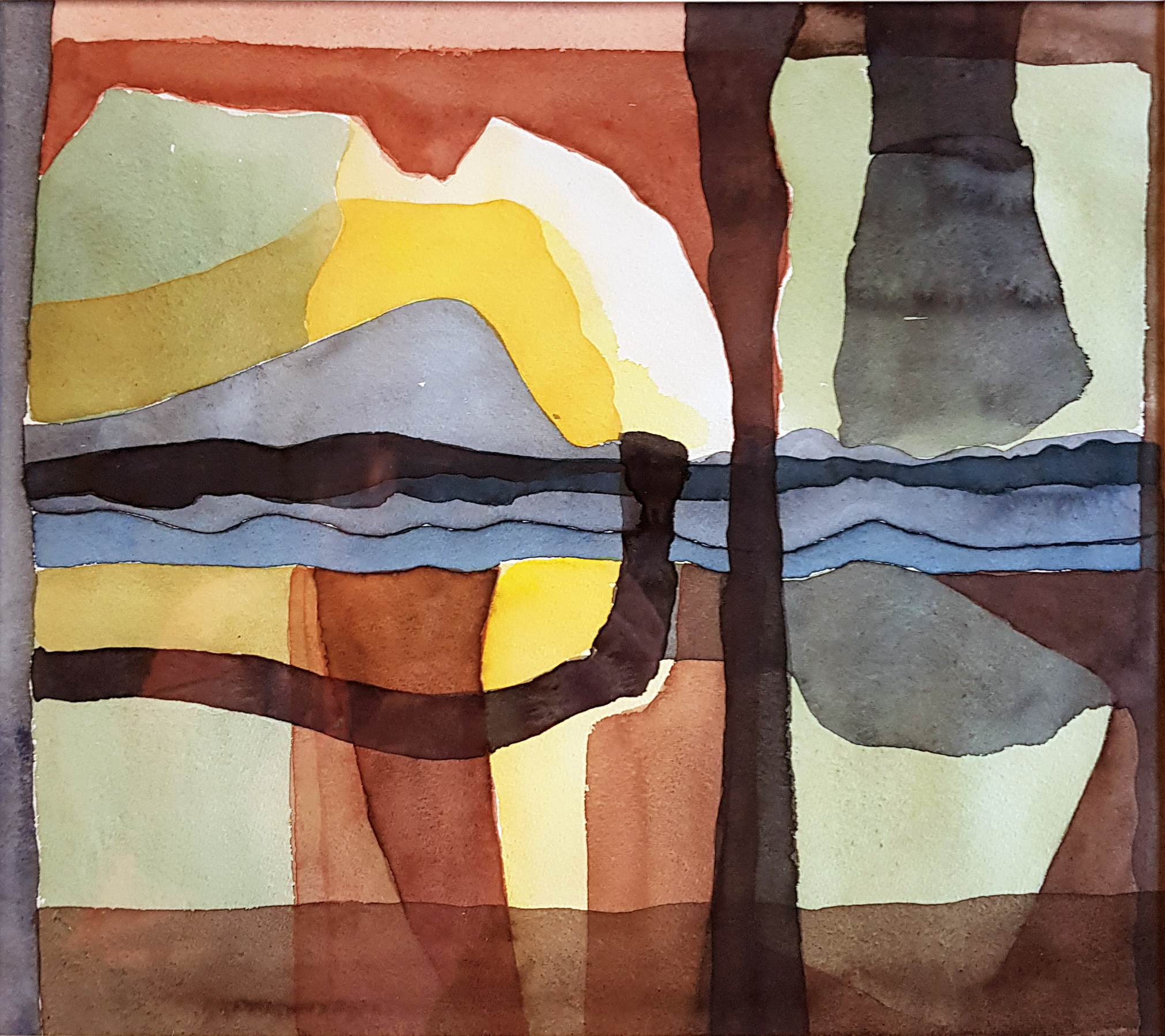
Aquarell 1982, 40 × 30 cm

### Wesentliche Aufträge und Ankäufe (Auszug)
- 1960: Bronzerelief „Flucht“, Südostdeutsches Kulturwerk.
- 1963: Sechstüriges Kupferportal zum Thema: „Apokalypse“, St. Rupertus Stuttgart.
- 1963: Madonna aus Bronze, Spitalkirche Markgröningen.
- 1963: „Goldbrosche mit Perle“, „Turmalinen-Goldring“ und „Goldbrosche strukturell“, Ankauf Schmuckmuseum Pforzheim.
- 1964: Emailbild „Lichtzeichen“, Ankauf Städtisches Kunstmuseum Ulm.
- 1964: Emailbild, Privatbesitz des ehem. Bundeskanzlers Kurt-Georg Kiesinger.
- 1971: Brustkreuz, Geschenk für Kardinal Wyszyński, Warschau.
- 1965: Brunnenplastik Dettingen/Iller, Erster Preis beim Wettbewerb und Auftrag zur Ausführung.
- 1967: Wandgestaltung mit Emailbildern (80 × 80 cm),  Neubau der Firma Kodak, Stuttgart.

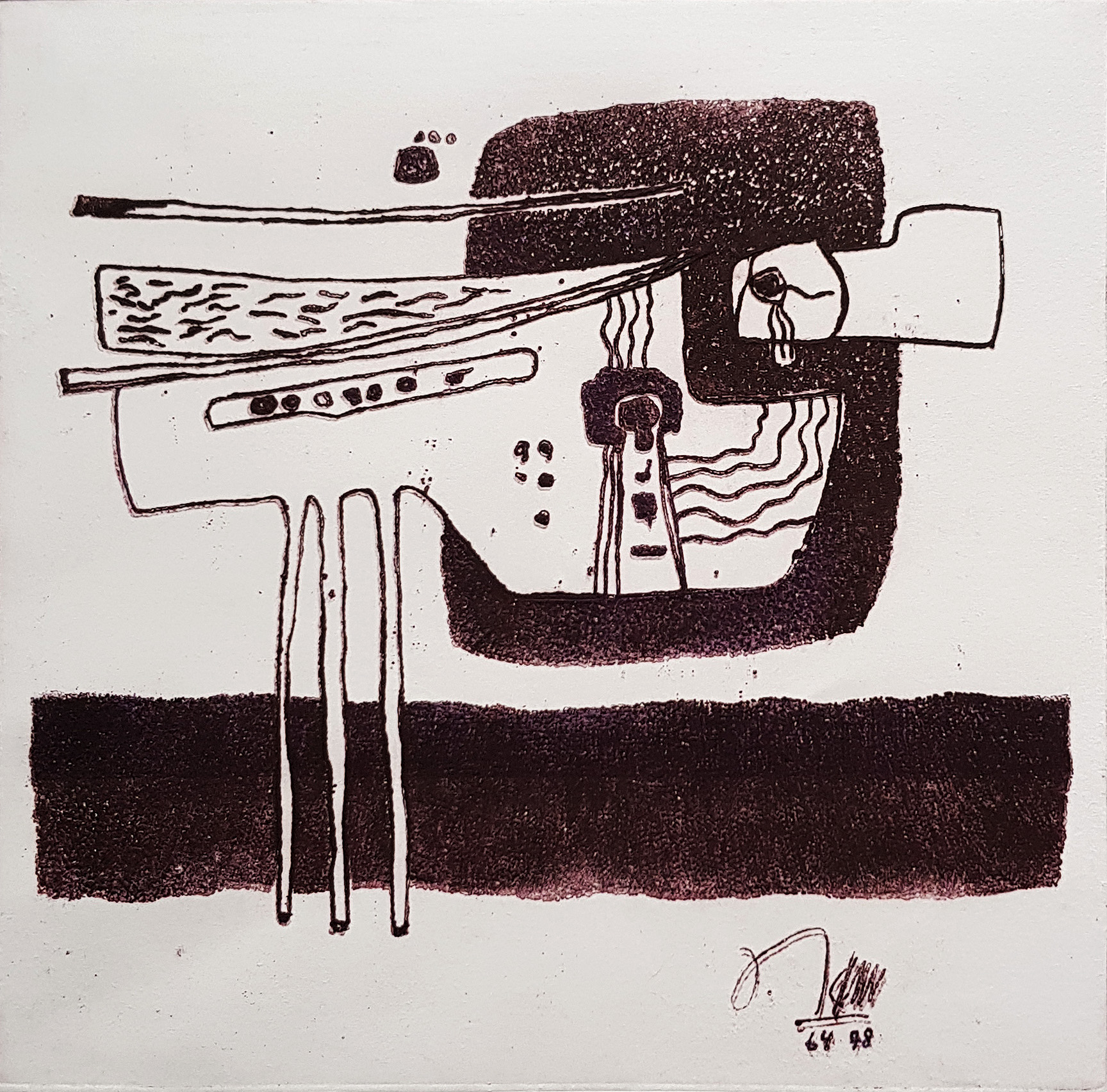
Radierung 1978, 21 × 21 cm

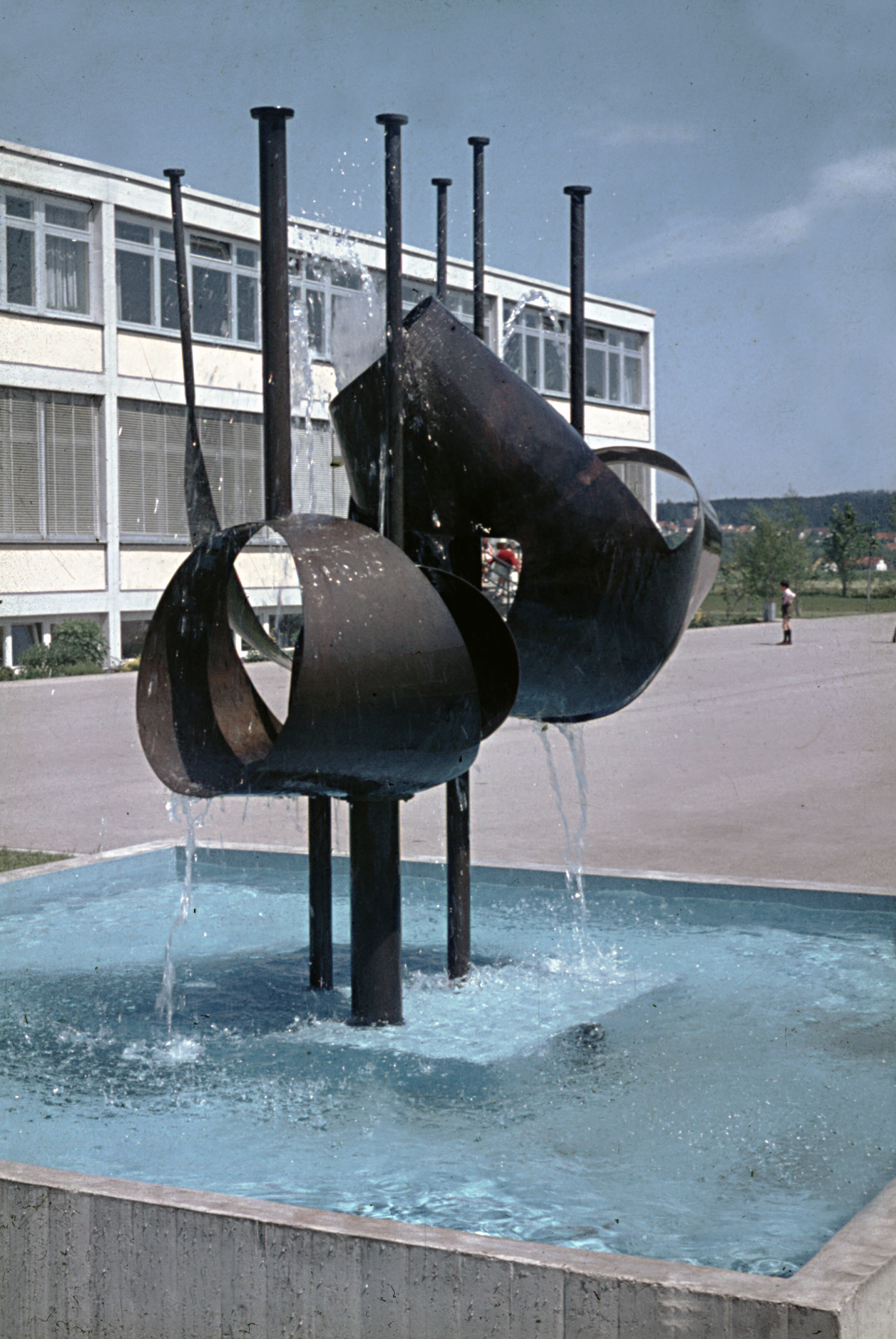
Vegetative Brunnenplastik 1965, Dettingen/Iller